# Leafly
Leafly (gesprochen liːfliː) ist eine US-amerikanische Cannabis-Webseite. Der Firmenhauptsitz von Leafly befindet sich in Seattle, Washington.
Auf der US-amerikanischen Version der Webseite können Konsumenten Cannabissorten (Cannabis sativa, Cannabis indica und deren Hybride) und deren Eigenschaften wie etwa Geschmack und freizeitliche oder medizinische Wirkung bewerten und rezensieren. Leafly will Konsumenten und Patienten helfen, die für sie passende Sorte zu finden. Bislang wurden über 1.900 Cannabissorten nach Kriterien wie Gattung, Herkunft, Wirkung, Anbauzeit, Geschmack, legalen Abgabestellen und der dem Wirkstoffanteil diverser Cannabinoide wie THC und CBD katalogisiert. Die Informationen sind auch über eine Smartphone-App abrufbar.
Leafly hat nach eigenen Angaben monatlich durchschnittlich neun Millionen Webseiten-Besucher und 40 Millionen Abrufe ihrer Webseite und Smartphone-App sowie 500.000 abrufbare Sorten-Rezensionen. 75 % der Nutzer sind US-Amerikaner. Leafly hat 70 Vollzeitbeschäftigte und sechs freie Autoren in Tschechien, Spanien, den Niederlanden, Italien und Kolumbien und Südamerika (Stand: Juli 2016). Leafly versteht sich als internationale Plattform für eine Debatte über die globale Drogenpolitik.
Leafly führt Kategorien für indica- und sativa-Sorten, sowie deren Hybride, nicht jedoch für Cannabis-ruderalis-Sorten bzw. deren Hybride. Cannabis ruderalis enthält kaum THC, findet aber hybridisiert in sogenannten Auto(flowering)-Sorten Verwendung. Auch sind die Leafly-Kategorien für vermeintlich reine sativa- und indica-Sorten größtenteils nicht reinrassig – wie ursprünglich belassene Landrassen –, sondern bereits Kreuzungen (sativa-sativa, indica-indica) oder Hybride (sativa-indica, indica-sativa), wobei die Kategorien für sativa und indica oft bloß für den überwiegend dominierenden Einfluss, also das Aussehen und die Wirkung der Sorte stehen. Es handelt sich also auch teils um Hybride, die nicht als solche gekennzeichnet sind und aufgrund ihrer sativa- oder indica-Dominanz als sativa oder indica eingestuft werden. Somit bieten die Leafly-Kategorien lediglich Anhaltspunkte dafür, was der Konsument an Wirkung der jeweiligen Sorte erwarten kann, sie stellen jedoch keine wissenschaftliche Kategorisierung dar.

## Firmengeschichte

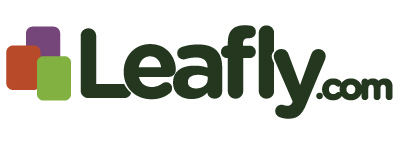
Logo bis 2019

Leafly wurde am 13. Juni 2010 von Scott Vickers, Brian Wansolich und Cy Scott in Irvine, Kalifornien gegründet. Die drei Ingenieure aus Orange County sahen einen Bedarf für eine Cannabissorten-Webseite und erstellten sie als Nebenprojekt im Rahmen ihrer Arbeit als Webdesigner. 2012 kaufte Privateer Holdings, die in den medizinischen Cannabis-Markt investiert, Leafly. Seitdem hat Privateer Holding 82 Millionen US-Dollar von privaten Investoren aufgebracht und in Cannabis-Unternehmungen investiert. Leafly war außerdem das erste Cannabis-Unternehmen, das eine Werbeanzeige in der New York Times schaltete (eine komplette Seite).